# Katholizismus
|  | Dieser Artikel wurde aufgrund von akuten inhaltlichen oder formalen Mängeln auf der Qualitätssicherungsseite des Portals Christentum eingetragen. Bitte hilf mit, die Mängel dieses Artikels zu beseitigen, und beteilige dich bitte an der Diskussion. |

Katholizismus bezeichnet die Repräsentation des römisch-katholischen Christentums in der Gesellschaft, basierend auf der durch den katholischen Glauben geprägten Weltanschauung und Wertvorstellung. Dies schließt insbesondere die sich daraus ergebenden politischen, staatlichen und sozialen Aktivitäten nicht nur der institutionellen Strukturen, sondern auch der katholischen Gläubigen, deren gesellschaftliche Organisationsformen und Brauchtum ein.
Im Zuge der Entwicklung der katholischen Soziallehre kam der Begriff des Katholizismus im 19. Jahrhundert mit einer politisch-programmatischen Bedeutung als Kontrast zu Marxismus und Liberalismus auf. Daraus ging der politische Katholizismus hervor, der im Kulturkampf eine besondere Rolle spielte und die Grundlage der Deutschen Zentrumspartei bildete. Als Antwort auf die sozialen Entwicklungen entstanden nach den Grundideen von Wilhelm Emmanuel von Ketteler und Adolph Kolping Gesellen- und Arbeitervereinen sowie der Volksverein für das katholische Deutschland. Zur Förderung der Wissenschaft wurden Görres-Gesellschaft und Österreichische Leo-Gesellschaft gegründet. In Deutschland stehen die seit 1848 stattfindenden Katholikentage und international die Katholische Aktion in besonderer öffentlicher Wahrnehmung.
Die Gesellschaften vieler Staaten Europas und Lateinamerikas sind katholisch geprägt, in manchen Staaten wie Irland und Polen bildet der Katholizismus einen Bestandteil der nationalen Identität. Im deutschsprachigen Raum ist er vor allem im Westen und Süden Deutschlands und in Österreich verbreitet.

## Etymologie
Der Begriff katholisch stammt aus dem Griechischen und bedeutet dort ‚allumfassend, total, universell‘. Das griechische καθολικός leitet sich (auch heute) von κατά katá ‚von […] herab, über […] hin‘; ὅλος hólos „ganz, umfassend“ ab. In diesem Sinne wird er schon von Aristoteles oder Polybios, aber auch von frühen christlichen Schriftstellern verwendet; so spricht etwa Justin der Märtyrer von der „katholischen Auferstehung“. Diese Bedeutung hat sich in der Bezeichnung Katholische Briefe für einige neutestamentliche Bücher erhalten. Die Wortverbindung „katholische Kirche“ wurde erstmals von Ignatius von Antiochien um das Jahr 110 verwendet, um diese von Kleingruppen abzugrenzen.

## Überblick

### Katholizismus in Deutschland
Seit der Reichsgründung 1871 waren die Katholiken mit etwa einem Drittel Bevölkerungsanteil eine Minderheit in Deutschland. Das änderte sich nach 1945, als die vorwiegend protestantischen Gebiete des deutschen Nordostens verloren gingen bzw. Kerngebiete der Reformation in Mitteldeutschland zur sowjetischen Besatzungszone wurden. In der aus den verbliebenen westdeutschen Ländern gebildeten Bundesrepublik bildeten evangelische und katholische Christen jeweils knapp die Hälfte der Bevölkerung mit einem knappen evangelischen Überhang bis in die 1990er Jahre, wobei das politisch aktive und besonders im Rahmen der nun bewusst überkonfessionellen CDU stark engagierte katholische Milieu erhebliche Wirkung auch über seine engeren Grenzen hinaus entfalten konnte.
In der Bundesrepublik von 1949 bis 1989 hatte das römisch-katholische Milieu bis in die 1970er Jahre einen großen gesellschaftspolitischen Einfluss. Nicht nur Bundeskanzler wie Konrad Adenauer und Helmut Kohl, sondern auch ein Kritiker wie Heinrich Böll waren besonders im rheinischen Katholizismus verwurzelt. Führungspersönlichkeiten wie die Kardinäle Joseph Frings, Julius Döpfner und Joseph Höffner wurden stark beachtet, in etwa auch noch Karl Lehmann. Bis 1985 kritisierte das in Düsseldorf, Köln und Bonn verlegte Handbuch der Katholischen Filmkritik 6000 Filme aus den Jahren 1945 bis 1958. Bis 1948 hatte das Katholische Filmbüro München 160 Filmbesprechungen publiziert.
Die von Papst Benedikt XVI. anlässlich des Weltjugendtages in Köln 2005 geforderte Hinwendung der Kirche in Deutschland dazu, „missionarisch“ zu werden, könnte eine neue, zum kulturellen Umfeld eher kontrastierende Tendenz begünstigen. Die starke ökumenische Orientierung der römisch-katholischen Kirche in Deutschland wird derzeit jedoch noch fortgesetzt. Diese ökumenische Ausrichtung wird von manchen Theologen kritisiert, da die römisch-katholische Kirche durch die Hinwendung zum Protestantismus ihre eigene Identität aufzugeben scheine.
Der Anteil der katholischen Kirchenmitglieder im Vergleich zur Gesamtbevölkerung in Deutschland liegt bei 27,2 Prozent (22.600.000). Die Kirchenaustritte lagen seit 2010 zwischen 118.000 und 273.000 Personen pro Jahr. Nach den Angaben der Deutschen Bischofskonferenz nahmen 2020 noch 5,9 Prozent (2019: 9,1 Prozent) der Katholiken „regelmäßig“ am Gottesdienst teil. Die Zahl der kirchlichen Trauungen lag 2020 bei 11.018 (2019: 38.537), die Zahl der Taufen bei 104.610 (2019: 159.043) und die Zahl der Erstkommunionen bei 139.752 (2019: 166.481). Die Veränderungen zum Vorjahr werden vor allem als coronabedingt erklärt.

### Katholizismus in Österreich
Infolge des Josephinismus wies der österreichische Katholizismus während der Habsburgermonarchie eine ausgeprägte Nähe zum Staat auf. Während des Austrofaschismus von 1933 bis 1938 galt Österreich für manche konservativen Katholiken dann geradezu als „Musterstaat“. Österreichische Bischöfe haben den Anschluss 1938 an das Großdeutsche Reich überdies viel wohlwollender begrüßt als deutsche Bischöfe. Aus dieser historischen Situation heraus belastet, hat der Episkopat das II. Vatikanum zum Anlass genommen, sich weitgehend liberal zu profilieren, doch verstärken sich seit etwa 1990 konservative Tendenzen. 

### Katholizismus in der Schweiz
Die Situation der katholischen Kirche in der Schweiz ist noch schwieriger zusammenzufassen, da die konfessionelle und staatskirchenrechtliche Eigenart jedes einzelnen Kantons berücksichtigt werden muss. In manchen Kantonen üben staatliche Stellen über eigene Organe eine mittelbare Kontrolle kirchlicher Angelegenheiten aus.

### Verhältnis der katholischen Kirche zur Politik und zivilen Gesellschaft

Länder, in denen das Christentum die vorherrschende Religion ist, sind violett (kath.), blau (prot.) oder rötlich (orth.) gekennzeichnet

Nachdem Papst Pius IX. im Syllabus errorum viele weltliche Auffassungen als falsch verurteilt hatte, setzte er 1870 die die Dogmen von der päpstlichen Unfehlbarkeit in Lehrfragen und seiner allumfassenden Jurisdiktion durch. Diese „Geburtsurkunde“ des römischen Anspruchs in moderner Zeit bewirkte, außerhalb der eigentlich theologischen Probleme, eine eindeutige Zuordnung des Papsttums zum „geistlichen Bereich“. Die zunächst unfreiwillige Abkehr von päpstlich-kirchenstaatlicher Politik beseitigte zwangsläufig auch eine wesentliche Ursache der Intransigenz der Päpste Leo XII. bis Gregor XVI. Der so zugleich begründete päpstliche Internationalismus brachte Papst Leo XIII., dem Begründer der neueren katholischen Soziallehre († 1903), großes Ansehen ein. In der Konfrontation mit dem optimistischen Humanismus der Moderne kämpfte Papst Pius X. (1903–1914) um eine größere religiöse Wirksamkeit der Kirche in der Gesellschaft. Im Ersten Weltkrieg gelang es Papst Benedikt XV. überdies, den Katholizismus als überparteilich und supranational zu festigen. Seither hat die römisch-katholische Kirche die wesentlichen Forderungen der internationalen Friedensbewegung (Schiedsgerichtsbarkeit, Abrüstung) in ihr Programm integriert.
Der Sturz vieler europäischer Monarchien 1918 und die Befreiung der nichtkatholischen Staatskirchen von politischer Bevormundung eröffnete auch neue Möglichkeiten des interkonfessionellen Dialogs, der aber erst nach den Erfahrungen des Zweiten Weltkrieges breite Akzeptanz auf römisch-katholischer Seite fand.
Die programmatische Selbstkorrektur durch das Zweite Vatikanische Konzil (1962–65), vorbereitet durch die Päpste Pius XI. und Pius XII., durchgeführt von den Päpsten Johannes XXIII. und Paul VI., hat aber gerade in den typisch römisch-katholischen Milieus interne Krisen heraufbeschworen. In jedem der katholisch geprägten Länder war die Situation der Kirche noch nicht frei von Belastungen aus den politischen Konflikten. In Spanien fand die Kirche erst allmählich eine Distanz zum Franco-Regime. In Italien besteht auch heute noch Dissens, ob die civiltà cattolica eine eher christlich demokratische oder eine eher traditionell autoritätsbezogene politische Haltung begünstigt. Besonders gravierend ist die Situation in Frankreich, wo der nationale Katholizismus in Opposition zur Republik stand, so dass es (vor allem vor 1914 und nach 1945) auch zu Übertreibungen in der Gegenrichtung kam. Jüngere kirchliche Bewegungen in diesen Ländern werden seitens liberaler Theologie oft mit politischen Kategorien bewertet, ohne dass dies dem spirituellen Anliegen des renouveau catholique entspräche.
Der Schwerpunkt des weltweiten Katholizismus hat sich seit den 1980er Jahren nach Lateinamerika, Afrika und allmählich auch Asien verlagert. Afrika südlich der Sahara wendet sich verstärkt dem Christentum zu. Die römisch-katholische Kirche in Lateinamerika steht aber, wegen ihrer langen Bindung an die europäisch-katholische Tradition, vor besonders gravierenden Herausforderungen. Hier wurde seit den 1960er Jahren der Versuch einer Befreiungstheologie unternommen, die von der Kirche jedoch als Rückfall in Konzepte, die eine politische Theologie begünstigen, jetzt aber unter marxistischer Perspektive zu sehen sei, bekämpft wurde.
Im anglo-amerikanischen Kulturraum hat die römisch-katholische Kirche seit dem 19. Jahrhundert nach und nach an Akzeptanz gewinnen können, ist aber noch immer als konfessionelle Minderheit zu sehen.
Insgesamt steht der Katholizismus zu Beginn des 21. Jahrhunderts erst am Anfang der ihm vom Zweiten Vatikanischen Konzil gestellten Aufgabe, gleichermaßen die religiöse Tradition fortzuführen und zugleich inmitten des jeweiligen kulturellen Umfeldes „auf der Höhe der Zeit“ mitzuwirken. Papst Johannes Paul II. versuchte in seinem Pontifikat, den Selbstvollzug der Kirche als Weltkirche in einem universalen und interreligiösen Horizont persönlich zu verorten; mit seinen Reisen und Lehrschreiben, den Weltjugendtagen und Heiligsprechungen erlangte er dabei große Aufmerksamkeit.
Unmittelbare Sonderrechte innerhalb der Staatsordnungen strebt der Katholizismus ausdrücklich nicht mehr an. So vereinbarten Italien und der Heilige Stuhl im Jahre 1984 den Verzicht auf die römisch-katholische Staatsreligion.

## Wissenschaft
Der Begriff Katholizismus wird wissenschaftlich von der Konfessionskunde, der Phänomenologie und Soziologie benutzt, um die Praxis des katholischen Glaubens durch den einzelnen Gläubigen, aber auch die gesellschaftliche Relevanz des katholischen Glaubens zu beschreiben. Entsprechendes gilt für das Wort Protestantismus, das dies bei den protestantischen Christen beschreibt.
Der Katholizismus gilt traditionell sowohl in Bezug auf Moral als auch politisch als konservativ, aber auch volkstümlich (Volksfrömmigkeit). Eine große Rolle spielen weiterhin das Gemeinschaftsbewusstsein sowie die religiös-kulturelle Tradition. Innerhalb des Katholizismus bestehen auch diverse Strömungen, die häufig mit der Politik entlehnten Begriffen zusammengefasst werden (insbesondere Linkskatholizismus) bzw. als „Progressisten“ und „Traditionalisten“ bezeichnet werden.
Vor dem Hintergrund globaler gesellschaftlicher Veränderungen befindet sich der Katholizismus, jedenfalls sofern er selbst einen traditionellen Kulturkreis prägte, zwar in einem grundlegenden Umgestaltungsprozess. Unter der Jugend in Europa ist der überlieferte Katholizismus auch weiterhin ein Minderheitenphänomen. Die Auflösung der typisch katholischen Milieus bewirkt bei progressiven wie konservativen Kräften aber entgegengesetzte Reaktionen. Die Gegenwehr des Integralismus vermag nur eine sehr geringe Minderheit der Katholiken anzuziehen (z. B. Lefebvre-Bewegung, mit der höchstens 0,015 % der 1,1 Mrd. Katholiken sympathisieren), da die traditionelle Volksfrömmigkeit stark nachlässt. Aus sozialwissenschaftlicher Sicht wirken die konfessionellen Milieus jedoch auch dann noch auf die persönlichen Verhaltensmuster, wenn die eigentlich kirchliche Bindung bereits nicht mehr bewusst empfunden wird.

## Anspruch des Papsttums
Zentrales Element im Verständnis der römisch-katholischen Kirche ist die kirchliche Hierarchie mit dem Papst als oberstem Bischof. Die als „petrinisches Prinzip“ bezeichnete Funktion des Bischofs von Rom unterscheidet diese Kirche sichtbar von anderen Konfessionen. Als Nachfolger des Apostels Petrus gilt der Papst in der römisch-katholischen Kirche als Fels der Gesamtkirche und Stellvertreter Christi auf Erden.
Dem Vorwurf, dass sich das Papsttum in die Politik einmische, wird von der römisch-katholischen Kirche entgegengehalten, dass der christliche Glaube über die politischen und gesellschaftlichen Sphären hinaus reiche. Das petrinische Prinzip etabliert einen religiösen Internationalismus, einen weltweiten öffentlichen Anspruch. Das wiederum findet sich in der ursprünglich Wortbedeutung von „katholisch“ als „allgemein“ wieder.
In der Folge dieses Anspruchs, die Religion der Politik und der Gesellschaft überzuordnen, setzte sich der Heilige Stuhl mit dem jeweiligen Gegenüber im staatlichen Bereich auseinander. Mit ihrer jahrhundertelangen Diplomatie weisen die päpstlichen Institutionen einen großen Erfahrungsschatz auf. Heute wird die Institution des Papsttums (nicht nur der Vatikanstaat) von fast allen Staaten der Welt auch völkerrechtlich anerkannt.
Im Bereich der lateinischen Kirche trat der Anspruch des päpstlich formulierten Primats mit besonderer Deutlichkeit im 11. Jahrhundert in Erscheinung (Gregor VII., Dictatus Papae, 175).
In der Zeit seit dem Spätmittelalter nahm die Machtfülle der Territorialstaaten zu. Diese nutzten die Reformation zum Zweck weiterer Steigerung ihrer Autorität aus, übrigens auch in den katholischen Monarchien. Seit dem Westfälischen Frieden von 1648 deshalb fast vom „diplomatischen Parkett“ verschwunden, schien das Papsttum vor 1789 den absoluten Monarchien insgesamt unterlegen zu sein. In nachnapoleonischer Zeit gelang jedoch ein schrittweiser Wiederaufstieg.